# Boter 3
Boter 3 je ameriški film iz leta 1990 režiserja Francisa Forda Coppole.

## Vsebina
Film se začne v prazni in zapuščeni hiši na jezeru Tahoe. Potem pokaže New York, kjer v cerkvi Michael Corleone prejema papeško odličje. Na zabavi se Michael sreča z Zaso, ki ima težave z njegovim nečakom Vincenzom Mancinijem (Andy Garcia). Zasa pošlje dva človeka naj ubijeta Mancinija, vendar Mancini obvlada in ubije oba. Michael je zdaj star že 60 let in ne odobrava Vincentovega temperamenta in vzkipljivosti. Michael ima težave tudi s svojim sinom, ki je pustil študij prava in postal glasbenik. Njegova hči Mary pa vodi sklad Vita Corleoneja.
Michael položi 600 milijonov dolarjev na račun Vatikanske banke, ta pa mu v zameno pomaga prevzeti mednarodno evropsko podjetje Imobilliare. Don Altobello, boter Michaelove sestre Connie, veliki Michaelov prijatelj se v resnici izkaže za izdajalca. Ko Michael to ugotovi, ga zadene kap, a preživi.
Na Siciliji se sreča s svojo bivšo ženo Kay. Pelje jo na ogled Sicilije. Vincentu naroči naj ga izda in se pridruži Altobellu. Vincent izve, da Altobellu in nadškofu Gildayu ukazuje Lucchesi, italijanski politik. Medtem pa Altobello obišče Mosco, morilca iz Montelepre. Naroči Michaelov umor. Mosca ubije tudi dona Tommasina, enega najstarejših Michaelovih prijateljev. Michael obišče kardinala Lamberta, ki postane papež Janez Pavel I. Njegov sin Anthony pa ima v Palermu svoj prvi nastop v operi Cavalleria Rusticana. Vincent, ki vmes postane don, naroči umor nadškofa Gildaya, dona Lucchesija in Fridericha Keinsziga. Med opero Mosca ubije vse varnostnike, vendar se mu ne posreči ubiti Michaela. Ob koncu, ko so vsi zunaj, Mosca, ki je bil preoblečen v duhovnika, ustreli Michaela, vendar zadene njegovo hčerko Mary. Vincent ubije Mosco, vendar tudi Mary umre. Film se konča tako, da se Michael spominja trenutkov s svojo hčerko in prvo ter drugo ženo, nato pa pokaže Michaela, starejšega za mnogo let, kako sam sedi na stolu na dvorišču vile dona Tommasinija in umre.